# Borsod
Het comitaat Borsod (Duits: Komitat Borsod)  was een historisch comitaat net benoorden het midden van het koninkrijk Hongarije. Dit comitaat bestond vanaf de 11e eeuw tot 1950 in zijn historische context en is daarna onderdeel geworden van Borsod-Abaúj-Zemplén. 

## Ligging

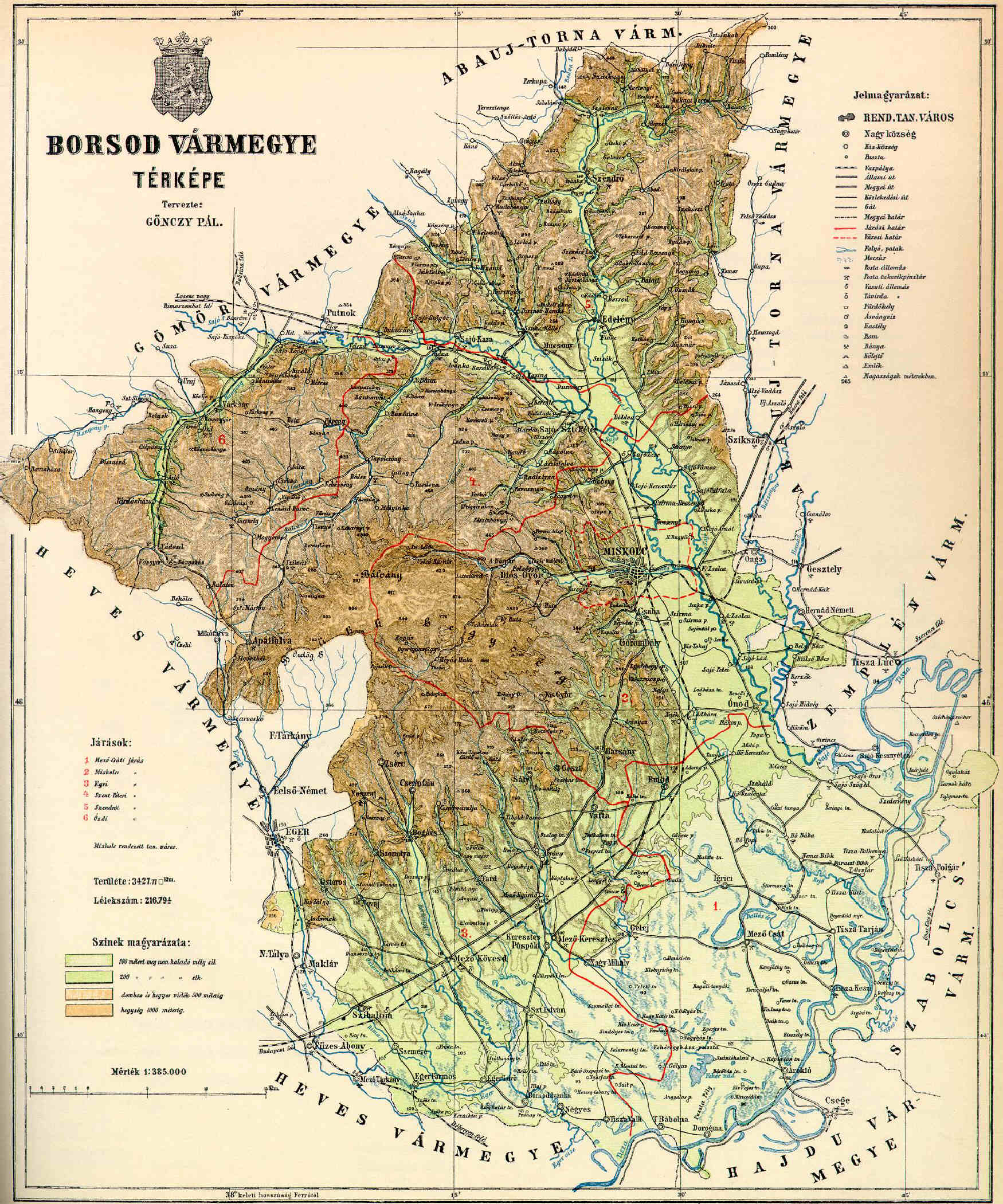
Kaart van het Comitaat Borsod in 1890

Het comitaat grensde aan de comitaten Gömör és Kis-Hont,  Abaúj-Torna , Szabolcs (comitaat) , Hajdú  en  het comitaat Heves (historisch comitaat). De rivier de Tisza / Theiss begrensde het comitaat grotendeels aan de oostkant. Verder liepen de rivieren ; Hornád, Sajó, Bodva en daarnaast stroomde een aantal andere bergrivieren door het gebied. Het gebied is een  bergachtig landschap enerzijds en een vlakker gebied anderzijds. Delen van het Bükkgebergte waren in het comitaat te vinden. 
De overwegend Hongaarse inwoners waren sterk betrokken bij de wijnbouw, vooral wijn uit het gebied rond Miskolc was erg populair in Hongarije, daarnaast werd er op grote schaal tarwe, fruit, hennep en tabak verbouwd. Bijna de helft van het gebied was bedekt met bos en er was een grote wild populatie. Ook de mijnbouw was goed ontwikkeld, waar met name koper, ijzer en steenkool mee werd gewonnen.
De burcht van het comitaat was eerder in het dorp Borsod (plaats) voor 1724 te vinden, deze plaats werd begin 20e eeuw ingelijfd bij het stadje  Edelény.

## Districten
| Stoeldistrict  | Hoofdplaats         |
| -------------- | ------------------- |
| Edelény        | Edelény             |
| Mezőcsát       | Mezőcsát            |
| Mezőkövesd     | Mezőkövesd          |
| Miskolc        | Miskolc / Mischkolz |
| Ózd            | Ózd                 |
| Sajószentpéter | Sajószentpéter      |
| Stadsdistrict  |                     |
| Miskolc        | Miskolc / Mischkolz |